# Niviventer fulvescens
Niviventer fulvescens је врста глодара из породице мишева (лат. Muridae).

## Распрострањење
Врста је присутна у Индији, Индонезији, Кини, Лаосу, Малезији, Мјанмару, Непалу, Тајланду и Хонгконгу.

## Станиште
Врста Niviventer fulvescens има станиште на копну.
Врста је по висини распрострањена од нивоа мора до 2.200 метара надморске висине.

## Угроженост
Ова врста није угрожена, и наведена је као последња брига јер има широко распрострањење.

### Популациони тренд
Популација ове врсте се смањује, судећи по расположивим подацима.